# 杜古塔內 II
杜古塔內（法語：Dougouténé 2），是馬里的城鎮，位於該國中部，由莫普提區的科羅省負責管轄，面積265平方公里，海拔高度234米，2009年人口20,115，人口密度每平方公里76人。